# Федерация профсоюзов Бутана
Федерация профсоюзов Бутана (англ. Federation of Bhutanese Trade Unions) была основана 2001 году. Она была основана в изгнании в столице Непала Катманду.
Согласно ICTUR, хотя в федерацию входит 14 отраслевых профсоюзов, в Бутане нет организованного рабочего движения.
Президент федерации профсоюзов — Нанди Неопани (англ. Nandi K.S. Neopaney), генеральный секретарь — Нат Тимсина (англ. Nath Timsina).